# Katsuyuki Kawachi
Katsuyuki Kawachi (jap. 河内 勝幸, Kawachi Katsuyuki; * 27. April 1955 in der Präfektur Hiroshima) ist ein ehemaliger japanischer Fußballspieler und -trainer.

## Nationalmannschaft
1979 debütierte Kawachi für die japanische Fußballnationalmannschaft. Kawachi bestritt drei Länderspiele.